# Cannabicyclohexanol
Cannabicyclohexanol ist ein Cannabinoid-Rezeptor Agonist und ein Analogon des Cannabinoids CP-47,497, das in den 1980er Jahren von der Firma Pfizer entwickelt wurde. Aufgrund der engen Analogie (es wurde lediglich die Seitenkette um eine Methylgruppe verlängert) wird Cannabicyclohexanol in der Literatur auch als CP 47,497-C8 bzw. (C8)-CP 47,497 bezeichnet.
Am 19. Januar 2009 haben Mitarbeiter der Universität Freiburg mitgeteilt, dass Cannabicyclohexanol der Hauptwirkstoff der Droge Spice ist.

## Rechtslage

### Deutschland
Als pharmakologisch aktive Substanz wurde Cannabicyclohexanol mit Wirkung ab dem 22. Januar 2009 in Deutschland durch Eintragung in die Anlage II des Betäubungsmittelgesetzes (BtMG) als ein verkehrsfähiges, aber nicht verschreibungsfähiges Betäubungsmittel eingestuft. Beschränkt auf ein Jahr ist somit jede Form der unerlaubten Herstellung, Handel und Besitz untersagt.

### Österreich
Cannabicyclohexanol unterliegt nicht dem österreichischen Suchtmittelgesetz. Jedoch wurde der Verkauf von „Räuchermischungen“ mit synthetischen Cannabinoiden seit 18. Dezember 2008 gemäß § 1 Abs. 1 Z 5 des Arzneimittelgesetzes unterbunden. Weiters unterliegt die Substanz seit dem 1. Februar 2012 dem „Bundesgesetz über den Schutz vor Gesundheitsgefahren im Zusammenhang mit Neuen Psychoaktiven Substanzen“ (Neue-Psychoaktive-Substanzen-Gesetz, NPSG), sofern sie zum menschlichen Konsum bestimmt ist.

### Schweiz
Cannabicyclohexanol wird mit Inkrafttreten der revidierten Betäubungsmittelverordnung von Swissmedic per 1. Dezember 2010 dem Betäubungsmittelgesetz unterstellt und somit ab diesem Zeitpunkt illegal. Einfuhr, Besitz, Vertrieb etc. werden nach dem Betäubungsmittelgesetz geahndet.